# Schoolboy Q

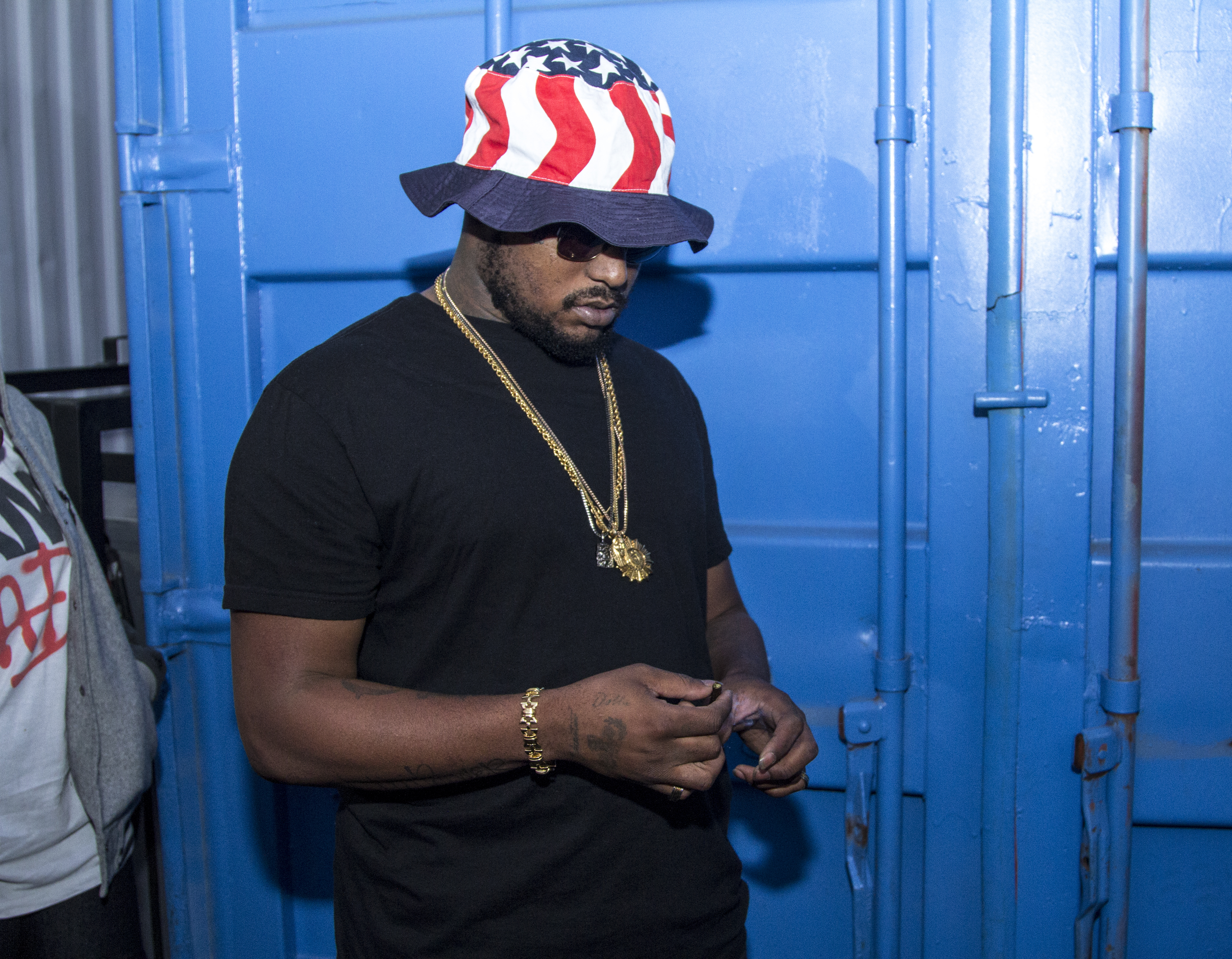
Schoolboy Q (2012)

Schoolboy Q (* 26. Oktober 1986 in Wiesbaden als Quincy Matthew Hanley) ist ein US-amerikanischer Rapper.

## Leben und Wirken
Schoolboy Q wurde 1986 auf einem Militärstützpunkt in Wiesbaden geboren. Sein Vater arbeitete in der US-Army. Nachdem sich seine Eltern getrennt hatten, zog seine Mutter mit ihm zunächst nach Texas. 
Später wuchs Schoolboy Q in South Los Angeles auf. Er besuchte die Crenshaw High School; dort spielte er erfolgreich Football. Zunächst waren auch seine Schulleistungen gut, wodurch sein Spitz- bzw. Künstlername Schoolboy entstand (der zweite Teil Q ist eine Abkürzung für Quincy). Mit zwölf Jahren wurde er Mitglied der Gang 52 Hoover Crips. Er verlor das Interesse an der Schulausbildung und handelte unter anderem mit Oxycodon. 2007 kam er für sechs Monate ins Gefängnis, die Hälfte der Strafe verbüßte er im Hausarrest.
2008 veröffentlichte Schoolboy Q sein erstes Mixtape ScHoolboy Turned Hustla, das autobiografische Texte enthält. Daraufhin wurde er als Rapper von Anthony Tiffith entdeckt, Chef des Independent-Labels Top Dawg Entertainment, bei dem auch Kendrick Lamar, Ab-Soul und Jay Rock unter Vertrag stehen. Sie arbeiteten in der Folgezeit zusammen und gründeten 2009 die Hip-Hop-Gruppe Black Hippy. Im selben Jahr erschien bei Top Dawg ein zweites Mixtape von Schoolboy Q. Mit seinen Download-Alben Setbacks (2011) und Habits & Contradictions (2012) konnte er sich in den Billboard 200 platzieren. Internationale Aufmerksamkeit und Charterfolge brachte ihm seine Beteiligung an der Hitsingle White Walls von dem Debütalbum The Heist (2012) des Hip-Hop-Duos Macklemore & Ryan Lewis. Macklemore sang Intro und erste Strophe, Schoolboy Q steuerte die zweite Strophe bei. 2014 erschien sein bisher erfolgreichstes Album Oxymoron als Joint Venture von Top Dawg und Major-Label Interscope Records. Es erreichte Platz 1 der Billboardcharts.

## Privatleben
Schoolboy Q hat drei Kinder. Die älteste Tochter wurde im Jahr 2009 geboren und wirkte in mehreren seiner Musikvideos mit. Sie war auch an seinen Album Oxymoron beteiligt, bei dem sie auf dem Albumcover abgebildet wurde und verschiedene Sprechparts hatte.

## Diskografie

### Studioalben
| Jahr | Titel Musiklabel                                          | Höchstplatzierung, Gesamtwochen, AuszeichnungChartplatzierungen (Jahr, Titel, Musiklabel, Platzierungen, Wochen, Auszeichnungen, Anmerkungen) | Höchstplatzierung, Gesamtwochen, AuszeichnungChartplatzierungen (Jahr, Titel, Musiklabel, Platzierungen, Wochen, Auszeichnungen, Anmerkungen) | Höchstplatzierung, Gesamtwochen, AuszeichnungChartplatzierungen (Jahr, Titel, Musiklabel, Platzierungen, Wochen, Auszeichnungen, Anmerkungen) | Höchstplatzierung, Gesamtwochen, AuszeichnungChartplatzierungen (Jahr, Titel, Musiklabel, Platzierungen, Wochen, Auszeichnungen, Anmerkungen) | Höchstplatzierung, Gesamtwochen, AuszeichnungChartplatzierungen (Jahr, Titel, Musiklabel, Platzierungen, Wochen, Auszeichnungen, Anmerkungen) | Anmerkungen                            |
| Jahr | Titel Musiklabel                                          | DE | AT | CH | UK | US | Anmerkungen                            |
| ---- | --------------------------------------------------------- | --- | --- | --- | --- | --- | -------------------------------------- |
| 2011 | Setbacks Top Dawg Entertainment (Top Dawg)                | — | — | — | — | US100 (1 Wo.)US | Erstveröffentlichung: 11. Januar 2011  |
| 2012 | Habits & Contradictions Top Dawg Entertainment (Top Dawg) | — | — | — | — | US111 (1 Wo.)US | Erstveröffentlichung: 14. Januar 2012  |
| 2014 | Oxymoron Top Dawg Entertainment (UMG)                     | DE59 (1 Wo.)DE | — | CH24 (2 Wo.)CH | UK23 Silber · (2 Wo.)UK | US1 ×2Doppelplatin · (50 Wo.)US | Erstveröffentlichung: 24. Februar 2014 |
| 2016 | Blank Face LP Top Dawg Entertainment (UMG)                | DE73 (1 Wo.)DE | — | CH14 (3 Wo.)CH | UK36 (2 Wo.)UK | US2 Gold · (19 Wo.)US | Erstveröffentlichung: 8. Juli 2016     |
| 2019 | Crash Talk Top Dawg Entertainment (UMG)                   | DE47 (1 Wo.)DE | AT29 (1 Wo.)AT | CH17 (2 Wo.)CH | UK27 (2 Wo.)UK | US3 Gold · (14 Wo.)US | Erstveröffentlichung: 26. April 2019   |
| 2024 | Blue Lips Top Dawg Entertainment (UMG)                    | — | — | CH26 (1 Wo.)CH | — | US13 (2 Wo.)US | Erstveröffentlichung: 1. März 2024     |

### Mixtapes
- 2008: ScHoolboy Turned Hustla
- 2009: Gangsta & Soul
- 2013: Schoolboy Q
- 2015: Schoolboy Q 2

### Singles als Leadmusiker
| Jahr | Titel Album                | Höchstplatzierung, Gesamtwochen, AuszeichnungChartplatzierungen (Jahr, Titel, Album, Platzierungen, Wochen, Auszeichnungen, Anmerkungen) | Höchstplatzierung, Gesamtwochen, AuszeichnungChartplatzierungen (Jahr, Titel, Album, Platzierungen, Wochen, Auszeichnungen, Anmerkungen) | Höchstplatzierung, Gesamtwochen, AuszeichnungChartplatzierungen (Jahr, Titel, Album, Platzierungen, Wochen, Auszeichnungen, Anmerkungen) | Anmerkungen                                                   |
| Jahr | Titel Album                | CH | UK | US | Anmerkungen                                                   |
| ---- | -------------------------- | --- | --- | --- | ------------------------------------------------------------- |
| 2013 | Collard Greens Oxymoron    | — | UK— GoldUK | US92 ×5Fünffachplatin · (8 Wo.)US | Erstveröffentlichung: 11. Juni 2013 feat. Kendrick Lamar      |
| 2013 | Man of the Year Oxymoron   | — | UK— SilberUK | US62 ×3Dreifachplatin · (13 Wo.)US | Erstveröffentlichung: 23. November 2013                       |
| 2014 | Studio Oxymoron            | — | — | US38 ×3Dreifachplatin · (20 Wo.)US | Erstveröffentlichung: 22. April 2014 feat. BJ the Chicago Kid |
| 2016 | THat Part Blank Face LP    | — | — | US40 ×3Dreifachplatin · (20 Wo.)US | Erstveröffentlichung: 13. Mai 2016 feat. Kanye West           |
| 2018 | X Black Panther: The Album | CH77 (1 Wo.)CH | UK45 (4 Wo.)UK | US49 Platin · (5 Wo.)US | Erstveröffentlichung: 9. Februar 2018 mit 2 Chainz & Saudi    |
| 2019 | Numb Numb Juice Crash Talk | — | — | US55 Platin · (1 Wo.)US | Erstveröffentlichung: 13. März 2019                           |
| 2019 | Chopstix Crash Talk        | — | — | US85 Gold · (1 Wo.)US | Erstveröffentlichung: 8. April 2019 feat. Travis Scott        |
| 2019 | Floating Crash Talk        | — | — | US67 Platin · (1 Wo.)US | Erstveröffentlichung: 26. April 2019 feat. 21 Savage          |

Weitere Singles
- 2012: Hands on the Wheel (US: Gold)

### Singles als Gastmusiker
| Jahr | Titel Album                                 | Höchstplatzierung, Gesamtwochen, AuszeichnungChartplatzierungen (Jahr, Titel, Album, Platzierungen, Wochen, Auszeichnungen, Anmerkungen) | Höchstplatzierung, Gesamtwochen, AuszeichnungChartplatzierungen (Jahr, Titel, Album, Platzierungen, Wochen, Auszeichnungen, Anmerkungen) | Höchstplatzierung, Gesamtwochen, AuszeichnungChartplatzierungen (Jahr, Titel, Album, Platzierungen, Wochen, Auszeichnungen, Anmerkungen) | Höchstplatzierung, Gesamtwochen, AuszeichnungChartplatzierungen (Jahr, Titel, Album, Platzierungen, Wochen, Auszeichnungen, Anmerkungen) | Höchstplatzierung, Gesamtwochen, AuszeichnungChartplatzierungen (Jahr, Titel, Album, Platzierungen, Wochen, Auszeichnungen, Anmerkungen) | Anmerkungen                                                                              |
| Jahr | Titel Album                                 | DE | AT | CH | UK | US | Anmerkungen                                                                              |
| --- | ------------------------------------------- | --- | --- | --- | --- | --- | ---------------------------------------------------------------------------------------- |
| 2013 | White Walls The Heist                       | DE17 (20 Wo.)DE | AT8 (18 Wo.)AT | CH32 (10 Wo.)CH | UK26 Silber · (6 Wo.)UK | US15 ×3Dreifachplatin · (22 Wo.)US | Erstveröffentlichung: 8. Oktober 2013 Macklemore & Ryan Lewis feat. Schoolboy Q & Hollis |
| 2014 | 2 On Aquarius                               | — | — | — | UK— PlatinUK | US24 ×4Vierfachplatin · (24 Wo.)US | Erstveröffentlichung: 21. Januar 2014 Tinashe feat. Schoolboy Q                          |
| 2015 | Bitches N Marijuana Fan of a Fan: The Album | DE50 (5 Wo.)DE | — | — | UK60 Silber · (2 Wo.)UK | US— GoldUS | Erstveröffentlichung: 7. Februar 2015 Chris Brown & Tyga feat. Schoolboy Q               |
| 2015 | Electric Body At.Long.Last.A$AP             | — | — | — | — | US80 Platin · (2 Wo.)US | Erstveröffentlichung: 26. Mai 2015 A$AP Rocky feat. Schoolboy Q                          |
| Folgende Lieder erschienen nicht als Single, wurden aber durch das Album zum Download und Streaming bereitgestellt und konnten somit eine Platzierung erlangen: |                                             | | | | | |                                                                                          |
| |                                             | | | | | |                                                                                          |
| 2024 | Thought I Was Dead Chromakopia              | — | — | — | — | US32 Gold · (4 Wo.)US | Charteinstieg: 9. November 2024 Tyler, the Creator feat. Schoolboy Q & Santigold         |

Weitere Gastbeiträge
- 2013: Work (Remix) (ASAP Ferg feat. French Montana, Trinidad James, Schoolboy Q & ASAP Rocky, US: ×3Dreifachplatin )
- 2013: PMW (All I Really Need) (ASAP Rocky feat. Schoolboy Q, US: Gold)
- 2015: Am I Wrong (Anderson Paak feat. Schoolboy Q, US: Gold)
- 2020: Pac-Man (Gorillaz feat. Schoolboy Q)

## Auszeichnungen für Musikverkäufe
| Goldene Schallplatte - Australien - 2013: für die Single White Walls - Brasilien - 2024: für die Single THat Part - 2024: für die Single Collard Greens - Kanada - 2016: für die Single 2 On - 2023: für das Lied Cash Out - 2025: für das Lied Thought I Was Dead - Neuseeland - 2019: für das Album Blank Face LP - 2019: für die Single X - 2025: für das Album Crash Talk - Vereinigte Staaten - 2024: für das Lied Dope Dealer - 2024: für das Lied What They Want - 2025: für das Lied Crash - 2025: für das Lied Break the Bank | Platin-Schallplatte - Australien - 2018: für die Single 2 On - 2019: für die Single Bitches N Marijuana - Neuseeland - 2020: für die Single THat Part - 2022: für die Single Bitches N Marijuana - 2023: für die Single Hands on the Wheel 2× Platin-Schallplatte - Neuseeland - 2022: für die Single Man of the Year - 2023: für das Album Oxymoron - 2023: für die Single Studio - 2024: für die Single White Walls - 2024: für die Single 2 On 4× Platin-Schallplatte - Neuseeland - 2025: für die Single Collard Greens |

Anmerkung: Auszeichnungen in Ländern aus den Charttabellen bzw. Chartboxen sind in ebendiesen zu finden.
| Land/RegionAuszeichnungen für Musikverkäufe (Land/Region, Auszeichnungen, Verkäufe, Quellen) | Silber     | Gold       | Platin       | Verkäufe   | Quellen              |
| -------------------------------------------------------------------------------------------- | ---------- | ---------- | ------------ | ---------- | -------------------- |
| Australien (ARIA)                                                                            | —          | Gold1      | 2× Platin2   | 175.000    | aria.com.au          |
| Brasilien (PMB)                                                                              | —          | 2× Gold2   | —            | 60.000     | pro-musicabr.org.br  |
| Kanada (MC)                                                                                  | —          | 3× Gold3   | —            | 120.000    | musiccanada.com CA2  |
| Neuseeland (RMNZ)                                                                            | —          | 3× Gold3   | 17× Platin17 | 510.000    | radioscope.co.nz NZ2 |
| Vereinigte Staaten (RIAA)                                                                    | —          | 12× Gold12 | 30× Platin30 | 36.000.000 | riaa.com             |
| Vereinigtes Königreich (BPI)                                                                 | 4× Silber4 | Gold1      | Platin1      | 1.660.000  | bpi.co.uk            |
| Insgesamt                                                                                    | 4× Silber4 | 22× Gold22 | 50× Platin50 |            |                      |